# Cigno (torpediniera)
La Cigno è stata una torpediniera della Regia Marina.

## Storia
Nel suo primo periodo di servizio la nave operò nelle acque della Sicilia.
Durante la guerra civile spagnola la torpediniera svolse compiti di contrasto al contrabbando a favore delle truppe repubblicane spagnole.
Nell'aprile 1939 la Cigno si distinse, al comando del capitano di corvetta Marcello Pucci Boncambi, nelle operazioni per l'occupazione dell'Albania.
All'ingresso dell'Italia nella seconda guerra mondiale la Cigno era caposquadriglia della XI Squadriglia Torpediniere di base a Tripoli, che formava unitamente alle gemelle Castore, Climene e Centauro. Operò principalmente in missioni di scorta tra la Sicilia ed il Nord Africa, soccorrendo più volte superstiti di unità affondate.
Il 6 agosto 1940 la torpediniera, insieme alle gemelle Aldebaran, Pleiadi e Cassiopea, scortò gli incrociatori Alberico da Barbiano ed Alberto di Giussano ed i cacciatorpediniere Pigafetta e Zeno impegnati nella posa di sbarramenti di mine nelle acque di Pantelleria.
Nella notte tra il 16 ed il 17 settembre 1940 la Cigno era ormeggiata al Molo Sottoflutto del porto di Bengasi, tra il cacciatorpediniere Aquilone ed il piroscafo Gloriastella, quando la città libica fu sottoposta ad un attacco da parte di 9 aerosiluranti Fairey Swordfish (armati per l'occasione con bombe e non con siluri) dell'815° Squadron della Fleet Air Arm, decollati dalla portaerei HMS Illustrious. L'attacco ebbe inizio alle 00.30 del 17, ma già prima che venisse dato l'allarme aereo la Cigno aveva aperto il fuoco con le proprie armi contro uno dei velivoli. Intorno alle 00.57 una delle bombe colpì la Cigno sul lato sinistro del copertino del castello, facendo strage del personale che, trovandosi in branda per via dell'ora, accorreva ai posti di combattimento provenendo dai propri alloggi e passando per i due passaggi del sottocastello. Quasi contemporaneamente venne colpito anche il Gloriastella, che fu scosso da esplosioni che investirono con numerose schegge e rottami anche la Cigno. A bordo della torpediniera, gravemente danneggiata, si sviluppò un violento incendio che solo dopo ore, e previa anche l'allagamento del deposito munizioni di prua, poté essere domato. Tra l'equipaggio della Cigno vi furono 24 morti (5 sottufficiali e 19 tra sottocapi e marinai) e 46 feriti (6 sottufficiali e 40 tra sottocapi e marinai).
Nel corso del 1941 le scarsamente efficienti mitragliere da 13,2 mm vennero sbarcate e sostituite da 6-10 armi da 20/65 mm, di maggiore efficacia. Vennero inoltre imbarcati altri due lanciabombe di profondità.
Il 1º febbraio 1941 Cigno e Centauro lasciarono Bengasi per scortare a Tripoli i piroscafi Multedo, Giovinezza ed Utilitas. Il 3 febbraio il sommergibile HMS Truant attaccò il convoglio con tre siluri lanciati contro l’Utilitas ed il Giovinezza, che vennero però mancati, mentre sulla perdita del Multedo non vi è certezza se fu silurato dal Truant o se sia invece affondato per altre cause.
Dall'8 al 10 aprile le torpediniere Procione, Cigno ed Orione scortarono da Napoli a Tripoli un convoglio composto dai mercantili Leverkusen, Wachtfels, Arcturus, Ernesto e Castellon con a bordo reparti dell'Afrika Korps: il viaggio si svolse senza problemi.
Nei giorni successivi al 16 aprile la nave, insieme a svariate altre unità aeronavali, partecipò alle operazioni di soccorso dei superstiti delle navi del convoglio «Tarigo», distrutto da una formazione di cacciatorpediniere inglesi (vennero salvati 1248 uomini su circa 3000 a bordo delle unità affondate.
Dal 5 al 7 maggio l'unità scortò, insieme ai cacciatorpediniere Fulmine ed Euro ed alle torpediniere Centauro, Orsa, Procione e Perseo, un convoglio composto dai piroscafi Marburg, Kybfels, Rialto, Reichenfels e Marco Polo sulla rotta da Tripoli a Palermo.
Nella notte del 24 maggio la Cigno partecipò alle operazioni di soccorso dei naufraghi del trasporto truppe Conte Rosso, silurato ed affondato dal sommergibile HMS Upholder (1297 uomini persero la vita, mentre 1432 poterono essere tratti in salvo).
Il 26 maggio salpò da Napoli per scortare a Tripoli, insieme ai cacciatorpediniere Vivaldi e da Noli ed alle torpediniere Procione e Pegaso, le motonavi Andrea Gritti, Marco Foscarini, Sebastiano Venier, Rialto, Ankara e Barbarigo; nonostante gli attacchi aerei, che danneggiarono la Foscarini e la Venier, il convoglio giunse a destinazione il 28. In questa occasione vennero abbattuti due bombardieri britannici Bristol Blenheim.
Il 19 giugno la torpediniera scortò da Tripoli a Trapani e Napoli un convoglio di cui facevano parte i piroscafi Caffaro e Nirvo e la torpediniera Polluce.
Il 22 agosto la Cigno e la torpediniera di scorta Pegaso salparono da Palermo per scortare a Tripoli il trasporto militare Lussin, il piroscafo Alcione (a rimorchio del Lussin) e la pirocisterna Alberto Fassio; nel corso della stessa giornata, alle 16.30, il sommergibile britannico Upholder silurò ed affondò il Lussin due miglia a nordovest di Capo San Vito. La Cigno e la Pegaso recuperarono 83 sopravvissuti.
Il 16-17 ottobre la nave scortò da Napoli a Trapani, insieme ai cacciatorpediniere Folgore, Fulmine, Usodimare, Gioberti, da Recco e Sebenico, un convoglio composto dai piroscafi Probitas, Beppe, Caterina e Paolina e dalla motonave Marin Sanudo (il convoglio, ingrossato da altre unità mercantili e militari, proseguì per Tripoli senza la Cigno, subendo danni e perdite a seguito di attacchi aerei e subacquei britannici).
Tra il 12 ed il 13 dicembre 1941 la Cigno, al comando del capitano di corvetta Riccardi, fu designata per scortare, insieme alla gemella Climene, i due incrociatori leggeri Alberico da Barbiano e Alberto di Giussano, componenti la IV Divisione, in missione di trasporto da Palermo a Tripoli di 135 militari e di un carico di 100 tonnellate di benzina avio, 250 di gasolio, 600 di nafta e 900 di provviste. Prima della partenza la Climene venne immobilizzata in porto da guasti all'apparato motore, ragion per cui la Cigno rimase unica unità di scorta ai due incrociatori. Alle 17.24 del 12 dicembre la Cigno mollò gli ormeggi del porto di Palermo e prese il mare ponendosi in testa alla formazione, seguita a 2.000 metri dal Da Barbiano, mentre il Di Giussano chiudeva la fila. Alle 23.15 sulle tre navi venne ordinato il posto di combattimento. Procedendo alla velocità di 23 nodi, la IV Divisione transitò a nord delle Egadi e quindi virò verso sud facendo rotta verso Capo Bon, in vista del quale (a 3,5 miglia di distanza) giunse alle 2.56 del 13 dicembre. Doppiata la penisola del Capo, alle 3.15 le navi accostarono per 180°, ma già dalle tre circa era giunta nelle acque di Capo Bon la 4th Destroyer Flotilla britannica, composta dai cacciatorpediniere Sikh, Maori, Legion (britannici) ed Isaac Sweers (olandese), inviata dopo che gli inglesi avevano decrittato, tramite ULTRA, i messaggi contenenti le informazioni circa la missione della IV Divisione; inoltre alle 2.45 un ricognitore britannico aveva avvistato e sorvolato le navi italiane. Alle 3.20 l'ammiraglio Toscano, comandante la IV Divisione ed imbarcato sul Da Barbiano, ordinò di invertire la rotta virando per 180° di contromarcia, ma quest'ordine scompaginò momentaneamente la formazione: il Di Giussano, infatti, non ricevette l'ordine e manovrò solo quando si rese conto che il Da Barbiano stava virando, allineandosi ad esso piuttosto malamente, mentre la Cigno, ignara del mutamento di rotta, proseguì lungo la precedente rotta fino alle 3.25, quando infine si rese conto della manovra e diresse per ricongiungersi ai due incrociatori, rispetto ai quali rimase tuttavia arretrata. Ma già alle 3.22 i cacciatorpediniere avversari erano sbucati dall'oscurità ed erano passati all'attacco: centrato da tre siluri e dal tiro d'artiglieria, il Da Barbiano si trasformò immediatamente in un rogo ed affondò capovolgendosi in dieci minuti, mentre il di Giussano, dopo aver sparato tre salve, fu a sua volta colpito ritrovandosi immobilizzato ed incendiato. La Cigno, arrivata tardivamente sul posto, non poté che assistere impotente alla distruzione dei due incrociatori; mentre le navi avversarie si allontanavano ad alta velocità ed in direzione opposta, la torpediniera lanciò contro di esse un siluro, che non andò a segno, ed ebbe un breve ed infruttuoso scambio di cannonate con l’Isaac Sweers, con in quale rischiò di entrare in collisione (la nave olandese lanciò anche quattro siluri contro la torpediniera italiana, che però riuscì ad evitarli). Terminato il combattimento la Cigno tornò sul luogo dell'affondamento del Da Barbiano – al posto del quale, scrisse il comandante Riccardi nel suo rapporto, «non vi è a galla che la benzina in fiamme» – e ne recuperò i naufraghi, poi si avvicinò al Di Giussano, che, ridotto ad un relitto, galleggiava ancora. La torpediniera effettuò un giro intorno all'incrociatore agonizzante recuperando naufraghi, coprendolo con una cortina fumogena ed aprendo il fuoco contro un velivolo che sorvolava l'unità a bassa quota; alle 4.20 il Di Giussano affondò spezzandosi in due. La Cigno proseguì le ricerche dei naufraghi sino alle ore 14 del 13 dicembre, salvando in tutto oltre 500 sopravvissuti e prendendo a bordo il comandante del Di Giussano, capitano di vascello Giovanni Marabotto, che assunse la direzione delle operazioni di soccorso; ultimate tali operazioni, la torpediniera diresse quindi per Trapani.
Il 5 marzo 1942 la Cigno e la torpediniera Procione bombardarono con cariche di profondità il sommergibile britannico P 31, che aveva silurato ed affondato la motonave Marin Sanudo in posizione 35°27' N e 12°12' E (una decina di miglia a sudovest di Lampione).
L'8 giugno la torpediniera recuperò i sopravvissuti del cacciatorpediniere Antoniotto Usodimare, accidentalmente affondato dal sommergibile italiano Alagi durante la scorta ad un convoglio in Libia.
Dal 10 al 12 giugno la Cigno, insieme alla gemella Circe ed al cacciatorpediniere Premuda, scortò da Palermo a Tripoli le motonavi Sestriere e Vettor Pisani, che giunsero indenni nonostante un attacco aereo svoltosi l'11.
Il 9 novembre la nave, insieme alle torpediniere Lince ed Abba, scortò in porto l'incrociatore leggero Attilio Regolo, che rientrava al traino del rimorchiatore Polifemo dopo essere stato silurato dal sommergibile HMS Unruffled in posizione 38°14' N e 12°41' N (al largo di Capo San Vito siculo) ed aver perso la prua (durante la navigazione il sommergibile HMS United tentò di finire l'incrociatore ma non vi riuscì).
Alle 15.39 del 13 dicembre 1942 il convoglio – piroscafi Macedonia e Jeadjoer – che la Cigno, insieme a quattro motosiluranti tedesche, stava scortando da Susa a Palermo, venne attaccato dal sommergibile HMS Umbra che silurò il piroscafo tedesco Macedonia in posizione 35°54' N e 10°39' E (1,5 miglia a nord di Susa), danneggiandolo; la nave tedesca venne finita da attacchi aerei alle 15.12 del giorno seguente.
Alle 11.30 del 30 gennaio 1943 la torpediniera salpò da Trapani di scorta al piroscafo tedesco Lisboa diretto a Susa, ma alle 15.08 del giorno seguente la nave tedesca venne colpita da un siluro del sommergibile HMS Unruffled e s'inabissò cinque miglia a nord di Susa.
Il 12 marzo 1943 la Cigno, stava scortando da Napoli a Tunisi, unitamente alle torpediniere Libra ed Orione, alle corvette Cicogna e Persefone ed ai cacciasommergibili VAS 231 e VAS 232, i trasporti Caraibe, Sterope ed Esterel, quando – alle 22.19 – il convoglio venne attaccato dal sommergibile britannico Thunderbolt, che silurò danneggiò gravemente l’Esterel a due miglia da San Vito Lo Capo. Nella notte tra il 12 ed il 13 la Libra riuscì ad individuare il sommergibile ed effettuò sette attacchi con bombe di profondità, ma senza riuscire a colpirlo; l'indomani la corvetta Cicogna riuscì invece ad affondare il Thunderbolt.
Alle 22 del 14 marzo 1943 la Cigno lasciò Biserta di scorta, insieme ad altre tre unità (la torpediniera Sirio e le corvette Cicogna e Persefone), ad un convoglio di cinque mercantili (Ethylene, Labor, Volta, Teramo, Forlì) di rientro in Italia. Alle 12.11 del 17 marzo il convoglio, ridottosi alla sola motocisterna Labor ed al piroscafo Forlì scortati da Cigno, Sirio e Persefone, venne attaccato dal sommergibile britannico Trooper tra Palermo e Napoli: i siluri diretti contro la Labor non andarono a segno, mentre il Forlì venne colpito alle 12.20 e s'inabissò rapidamente in posizione 40°11' N e 14°23' E (18 miglia a sud di Capri e 23 ad ovest di Punta Licosa). Il resto del convoglio giunse a Napoli alle 16.30 dello stesso giorno.
All'una di notte del 16 aprile 1943 la Cigno, al comando del capitano di corvetta Carlo Maccaferri, e la gemella Cassiopea salparono da Trapani di scorta alla motonave Belluno, diretta a Tunisi. Questa scorta venne poi rinforzata con l'invio delle torpediniere Climene e Tifone, partite da Palermo due ore più tardi. Alle 2.38 del 16 aprile il convoglio venne attaccato dai cacciatorpediniere britannici HMS Paladin e HMS Pakenham a sudovest di Marsala: onde consentire alla Belluno di allontanarsi indenne insieme a Climene e Tifone, Cigno e Cassiopea ingaggiarono battaglia contro le due unità inglesi. Il fuoco fu aperto alle 2.48 e rapidamente la situazione volse al peggio per le due navi italiani, più piccole e meno armate: alle 2.50 la Cigno mise alcuni colpi a segno sul Pakenham, ma nel giro di tre minuti la torpediniera venne colpita alle macchine, immobilizzata e ridotta ad un relitto dal tiro delle navi inglesi. Centrata anche da un siluro del Pakenham, verso le tre la Cigno si spezzò in due e colò a picco rapidamente una decina di miglia a sudovest di Punta Marsala, continuando però sino alla fine il fuoco e colpendo nuovamente l'unità inglese, provocandole danni ed incendi. Dopo aver devastato la Cassiopea, le due navi inglesi si ritirarono con gravi danni (tanto che il Pakenham affondò durante la navigazione di rientro), mentre il resto del convoglio poté arrivare salvo a destinazione.
Dell'equipaggio della Cigno risultarono morti o dispersi 103 uomini (altre fonti indicano invece in 103 il numero dei sopravvissuti, ma tale dato mal si concilia con i resoconti dello scontro che indicano le perdite della Cigno in un centinaio di uomini o comunque nella maggior parte dell'equipaggio). Il comandante Maccaferri, finito in mare dalla controplancia, fu tra i pochi superstiti. Il sottotenente di vascello Armando Montani, al comando dell'artiglieria e rimasto ucciso, fu decorato postumo con la Medaglia d'oro al valor militare.
Comandanti
- Capitano di corvetta Marcello Pucci Boncambi (nato a Perugia il 21 luglio 1904) (1939)
- Capitano di corvetta Mariano Imperiali di Francavilla (nato a Napoli il 28 dicembre 1905) (1940)
- Capitano di corvetta Nicola Riccardi (nato a Roma il 5 aprile 1906) (gennaio 1941 - febbraio 1942)
- Capitano di corvetta Massimino Franti (nato a Pesaro il 18 dicembre 1907) (febbraio 1942 - 20 gennaio 1943)
- Capitano di corvetta Carlo Maccaferri (nato a La Spezia il 6 febbraio 1909) (21 gennaio - 16 aprile 1943)